# Trận Stamford Bridge
Trận Stamford Bridge diễn ra tại một ngôi làng ở Stamford Bridge, East Riding of Yorkshire, Anh vào ngày 25 tháng 9 năm 1066, giữa một đội quân Anglo-Saxon dưới thời vua Harold Godwinson và quân xâm lược Na Uy dẫn đầu bởi vua Harald Hardrada của Na Uy (Tiếng Bắc Âu cổ: Haraldr harðráði) và em trai của vua Anh Tostig Godwinson. Sau một cuộc giao chiến đẫm máu và khủng khiếp, cả Hardrada và Tostig cùng với hầu hết các người Na Uy đều trận vong. Mặc dù Harold Godwinson đã đẩy lùi quân xâm lược Na Uy, những chiến thắng của ông không kéo dài bao lâu: ông đã bị đánh bại và bị giết bởi người Norman ở Hastings chỉ chưa đầy ba tuần sau đó. Cuộc chiến tượng trưng cho sự kết thúc của Thời đại người Viking, mặc dù trên thực tế, vẫn còn nhiều chiến dịch lớn của người Scandinavia ở Anh và Ai-len xảy ra trong những thập kỷ sau, một trong số đó là của Sweyn Estrithson của Đan Mạch trong những năm 1069-1070 và vua Magnus Barefoot của Na Uy trong năm 1098 và 1102-1103.

## Bối cảnh
Cái chết của vua Edward the Confessor của Anh vào tháng 1 năm 1066 đã gây ra một cuộc chiến, khi mà các ứng cử viên từ khắp Tây Bắc châu Âu đã giao tranh nhau để giành ngai vàng nước Anh. Một trong những ứng cử viên là, Harald Hardrada, vua Na Uy, đã tập hợp một hạm đội gồm 300 chiếc tàu, có thể mang theo khoảng 15.000 quân, để xâm chiếm nước Anh. Đến ngoài khơi bờ biển Anh trong tháng 9, ông có sự gia nhập của lực lượng mới được tuyển dụng bởi Tostig Godwinson ở Flanders và Scotland. Trong cuối mùa hè năm 1066, đạo quân xâm lược đã đi ngược lên Humber và đốt cháy thị trấn Scarborough trước khi tiến vào thành phố York. Bên ngoài thành phố họ đánh bại một quân đội miền bắc nước Anh được dẫn đầu bởi Edwin, Bá tước xứ Mercia và anh trai của ông, Morcar, Bá tước xứ Northumbria tại trận Fulford, ngày 20 tháng 9. Sau chiến thắng này họ đã nhận được sự đầu hàng của thành phố York. Sau một thời gian ngắn chiếm thành phố và chuyển các con tin cùng đồ cung cấp từ các thành phố trở về tàu của họ tại Riccall. Họ đã chấp nhận trao hòa bình cho Northumbrians để đổi lấy sự hỗ trợ của họ (người Northumbrian) cho việc đòi hỏi ngai vàng của Harald và yêu cầu phải gửi nhiều con tin hơn nữa từ toàn bộ vùng Yorkshire.
Vào thời gian này vua Harold đang ở miền nam nước Anh, để chặn đứng một cuộc xâm lược từ nước Pháp bởi William, Công tước xứ Normandy, một ứng cử viên cho ngôi vua nước Anh. Khi nghe tin về cuộc xâm lược của Na Uy, ông tiến lên phía Bắc với một vận tốc như bão táp cùng với nhiều thegn (các khu quân sự) mà ông có thể tập hợp được, đi suốt ngày và đêm. Ông đã hành quân từ London đến Yorkshire, một khoảng cách khoảng 185 dặm chỉ trong bốn ngày, điều này cho phép ông ta có tấn công người Na Uy một cách hoàn toàn bất ngờ. Được rằng người Northumbrians được lệnh phải gửi thêm các con tin và bổ sung đồ cung cấp cho người Na Uy tại Stamford Bridge, Harold vội vã về đi qua York để tấn công họ tại làng Stamford Bridge nơi hai bên chạm trán nhau vào ngày 25 tháng 9. Cho đến khi quân đội Anh tiến vào, những kẻ xâm lược vẫn không biết đang có sự hiện diện của một đội quân thù địch ở tại bất cứ nơi nào trong các vùng lân cận.
Trong truyền thuyết Heimskringla về Harald III của Na Uy, được viết khoảng năm 1225, Snorri Sturluson đã mô tả sự sắp xếp của quân đội Na Uy. Snorri cũng tuyên bố rằng người Na Uy đã để lại áo giáp dạng lưới sắt của họ ở tại các con tàu và do đó đã phải chiến đấu chỉ với lá chắn, giáo và mũ sắt.

## Địa điểm
Không có ngôi làng nào ở Stamford Bridge trong năm 1066 và ngay cả trong năm 1086 khi quấn sách Domesday được biên soạn. Cái tên này được đặt và mô tả một địa điểm vượt sông Derwent được bắt nguồn từ một sự kết hợp của một chiếc pháo đài đá cũ nát và một cây cầu. Tại vị trí của ngôi làng hiện nay, trong lòng sông có một vệt đá lộ ra trên đó dòng sông chảy như một thác nước nhỏ. Ở chỗ có mực nước thấp nhất người ta có thể dễ dàng vượt qua con sông vào thời điểm đó bởi đi bộ hoặc bằng cưỡi ngựa.
Một dặm về phía nam dọc theo sông Derwent tại Scoreby là một thị trấn được người La Mã xây dựng từ thế kỷ thứ tư, được biết đến như là Derventio. Thị trấn này kéo dài 2,5 dặm dọc theo một con đường đông/tây từ thời La Mã. Thị trấn này nằm cả các bờ phía phía đông và phía tây của con sông, hai bờ của nó được kết nối một cây cầu được xây dựng thẳng theo tuyến đường La Mã. Không có bằng chứng khảo cổ cho thấy một cây cầu La Mã được xây dựng tại hoặc gần địa điểm hiện tại của Stamford Bridge.

## Trận chiến
Người Viking bị một bất lợi rất lớn. Quân đội của họ bị chia thành hai; với một số binh sĩ của họ ở phía tây sông Derwent và số lượng lớn khác lại ở phía đông. Họ không chờ đợi một đợt tấn công của người Anh và đó là một ngày ấm áp trái mùa vào cuối tháng chín, do đó, họ đã để lại binh giáp của họ phía sau tại chỗ các con tàu. Quân đội Anh đến và tiêu diệt sạch những người Viking lúc này đang chiến đấu một cách vô vọng ở phía tây của con sông. Vào lúc này một số lượng rất lớn quân Anh kéo đã đến, những người Viking ở phía tây đã hoặc bị giết hoặc phải vượt qua cây cầu để chạy trốn. Việc tiến quân của người Anh sau đó đã bị chặn lại bởi một điểm tắc nghẽn trên cây cầu. Có một câu chuyện dân gian như sau: đã có một tay rìu chiến khổng lồ người Bắc Âu (có thể được trang bị một rìu chiến kiểu Dane) đã đứng chắn giữa cây cầu và một mình chặn toàn bộ quân đội Saxon tại điểm hẹp nhất của cây cầu. Các sử gia người Anglo-Saxon nói rằng tay búa trận này đã cắt cổ khoảng độ 40 lính Anh. Người chiến binh này chỉ bị đánh bại khi một người lính Anh chui xuống dưới gầm cầu và đâm ngược ngọn giáo của mình qua chiếc sàn gỗ của cây cầu.
Những trở ngại này đã cho phép một số lượng lớn các chiến binh Bắc Âu tạo thành một bức tường lá chắn để đối mặt với cuộc tấn công của người Anh. Quân của Harold cũng vượt qua cây cầu và tạo thành đội hình một dòng đơn đối diện với quân Bắc Âu, họ xiết chặt các lá chắn và tấn công. Mặc dù cuộc chiến đã diễn ra ác liệt trong nhiều giờ, người Na Uy vì đã bỏ áo giáp của họ phía sau nên dần dần họ đã rơi vào thế bất lợi. Cuối cùng, đội hình của quân Bắc Âu bắt đầu bị vỡ ra từng đoạn, điều này cho phép quân Anh tiến lên và phá vỡ bức tường lá chắn này của vùng Scandinavia. Bị tấn công bọc sườn cùng với việc các thủ lĩnh của họ Hardrada và Tostig đã bị giết, quân đội Na Uy đã hầu như tan rã và bị tiêu diệt.
Trong giai đoạn sau của trận đánh, người Na Uy được tăng cường thêm tiếp viện, những người đã ở lại phía sau để bảo vệ các tàu tại Ricall, do Eystein Orri, chồng chưa cưới của con gái Hardrada chỉ huy. Một số người của ông được cho là đã đổ gục và chết do kiệt sức khi chạy tới chiến trường. Những người này, không giống như các đồng đội của họ, được vũ trang đầy đủ cho một trận chiến. Đợt tấn công của họ được mô tả trong truyền thuyết của Na Uy là "Storm of Orri – cơn bão của Orri", họ có thể chặn của người Anh trong một thời gian ngắn, nhưng rồi họ cũng đã nhanh chóng bị áp đảo và Orri bị giết. Quân Na Uy bỏ chạy và người Anh đuổi theo, một số người Na Uy bỏ chạy và bị chết đuối dưới dòng sông.
Vì có quá nhiều người đã chết trong một khu vực nhỏ bé như vậy nên người ta nói rằng ở đó vẫn còn nhiều xương trắng nằm rải rác tới 70 năm sau cuộc chiến.

## Hậu quả

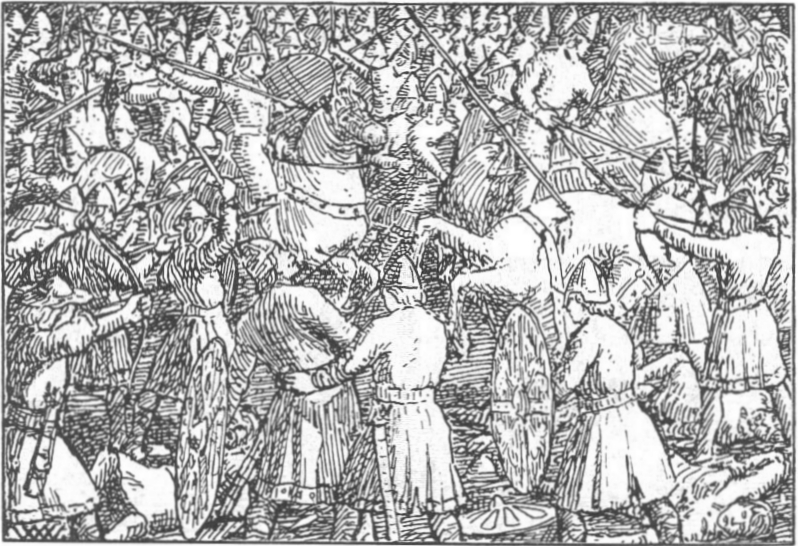
Một minh họa thế kỷ 19 cho câu chuyện về Harald Hardraada, Heimskringla

Vua Harold chấp nhận thỏa thuận ngừng chiến với những người Na Uy còn sống sót, bao gồm cả Olaf, con trai của Harald và Paul Thorfinnsson, Bá tước của Orkney. Họ được phép trở về nhà sau khi cam kết không bao giờ được tấn công nước Anh một lần nữa. Thiệt hại của Na Uy là quá khủng khiếp, chỉ có 24 tàu từ hạm đội hơn 300 được dùng để chở những người sống sót chở về. Họ rút về Orkney nơi họ trú qua mùa đông và vào mùa xuân Olaf trở về Na Uy. Vương quốc này sau đó đã được chia sẻ giữa ông và Magnus, anh trai của ông, người mà Harald đã để lại để cai trị trong lúc vắng mặt.
Ba ngày sau, vào ngày 28 Tháng 9, người Norman dưới sự chỉ huy của William Nhà chinh phạt đổ bộ lên bờ biển phía nam nước Anh. Vua Harold đã phải vội vã đưa đội quân mệt mỏi của ông về phía nam để ngăn chặn một cuộc xâm lược mới. Chưa đầy ba tuần sau trận Stamford Bridge, ngày 14 tháng 10, Harold đã bị đánh bại và bị giết chết tại trận Hastings và cuộc chinh phục của người Norman vào nước Anh đã bắt đầu và từ đây kết thúc kỷ nguyên của người Anglo-Saxon. Vì rất nhiều quý tộc lớn nhỏ của Anh chết trong các trận Stamford Bridge và Hastings cho nên rất khó khăn cho người Anglo-Saxons để chống lại các lãnh chúa mới người Norman của họ; và còn có nghĩa là không có một vị thủ lĩnh tài ba, đứng lên tập hợp những người xung quanh để chống lại quân xâm lược.

## Đài tưởng niệm

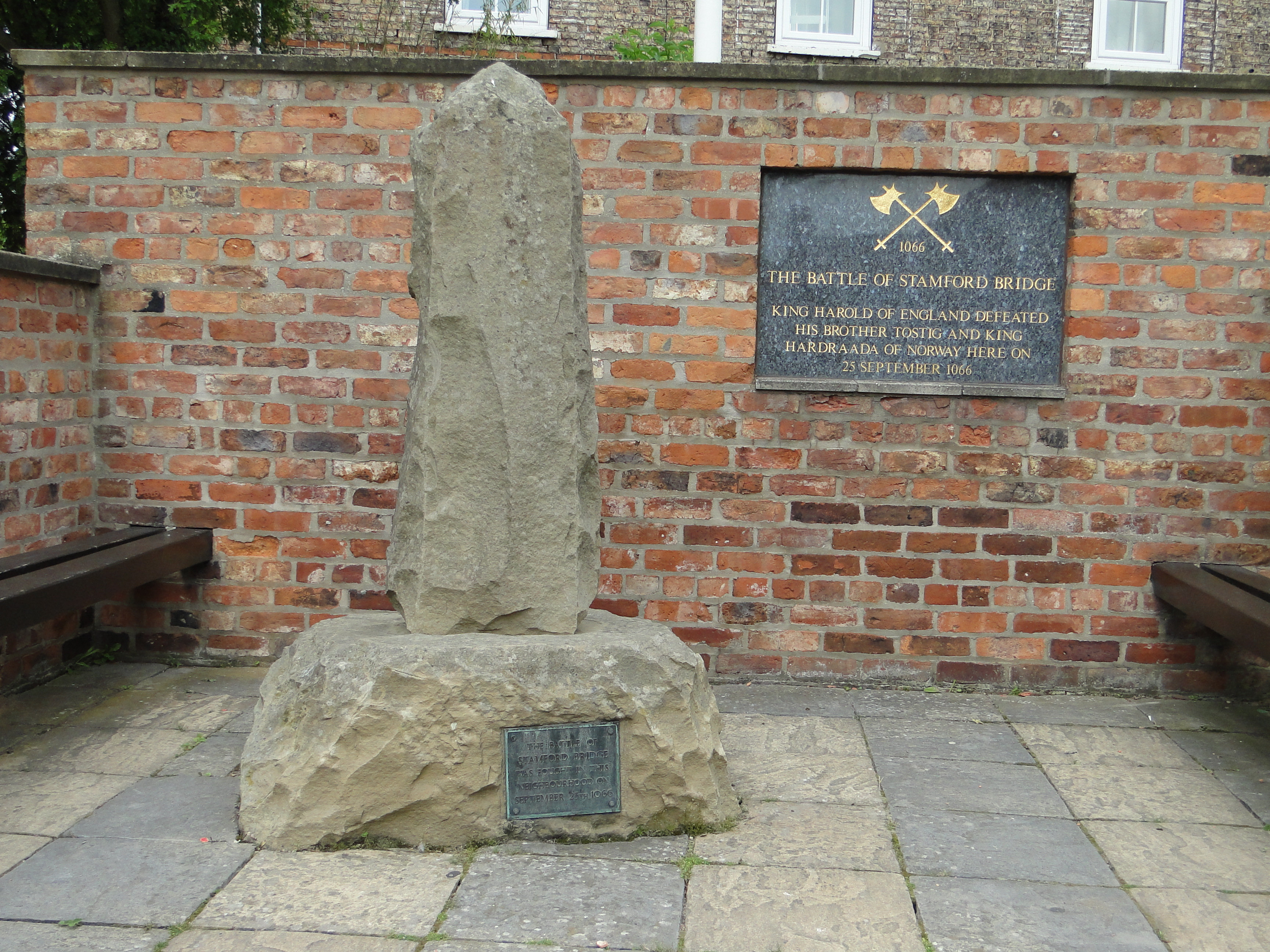
Đại tưởng niệm

Tại ngôi làng Stamford Bridge, một đài tưởng niệm đã được dựng lên. Dòng chữ trên đài tưởng niệm như sau (bằng cả tiếng Anh và Na Uy):

THE BATTLE OF STAMFORD BRIDGE

WAS FOUGHT IN THIS NEIGHBOURHOOD

ON SEPTEMBER 25TH, 1066

Tạm dịch:

TRẬN ĐÁNH STAMFORD BRIDGE

DIỄN RA TẠI KHU VỰC QUANH ĐÂY

VÀO NGÀY 25 THÁNG 9 NĂM 1066

Dòng chữ trên tấm bảng bằng đá cẩm thạch kèm theo dòng chữ:

THE BATTLE OF STAMFORD BRIDGE

KING HAROLD OF ENGLAND DEFEATED

HIS BROTHER TOSTIG AND KING HARDRAADA OF NORWAY HERE ON

25 SEPTEMBER 1066.

Tạm dịch:

TRẬN STAMFORD BRIDGE

VUA HAROLD CỦA ANH ĐÁNH BẠI

EM TRAI TOSTIG CỦA MÌNH VÀ VUA HARDRAADA CỦA NA UY TẠI ĐÂY

25 THÁNG 9 NĂM 1066.